# Красное (Красногвардейский район, Крым)
Кра́сное (до 1948 года Куру́-Джага́-Шейх-Эли́, ранее Куру́-Джилга́-Шейх-Эли́; укр. Красне, крымскотат. Quru Cılğa Şeyh Eli, Къуру Джылгъа Шейх Эли) — исчезнувшее село в Красногвардейском районе Республики Крым, располагавшееся на юго-востоке района, в степной части Крыма, примерно в 2 км на запад от села Зерновое и в 4 км севернее Найдёновки.

## История
Первое документальное упоминание села встречается в Камеральном Описании Крыма… 1784 года, судя по которому, в последний период Крымского ханства Куруилга-шеих Эли входил в Борулчанский кадылык Карасубазарского каймаканства. После присоединения Крыма к России (8) 19 апреля 1783 года, (8) 19 февраля 1784 года, именным указом Екатерины II сенату, на территории бывшего Крымского Ханства была образована Таврическая область и деревня была приписана к Симферопольскому уезду. После Павловских реформ, с 1796 по 1802 год, входила в Акмечетский уезд Новороссийской губернии. По новому административному делению, после создания 8 (20) октября 1802 года Таврической губернии, относилась к Табулдынской волости Симферопольского уезда.
По Ведомости о всех селениях в Симферопольском уезде состоящих с показанием в которой волости сколько числом дворов и душ… от 9 октября 1805 года в деревне Куру-Джага-Шейх-Эли числилось 28 дворов и 165 жителей, исключительно крымских татар. На военно-топографической карте генерал-майора Мухина 1817 года деревня Куруджилга-Шейх-Эли обозначена с 19 дворами. В 1820 году в деревне, на 1162 десятинах земли, была основана небольшая немецкая лютеранская колония. После реформы волостного деления 1829 года деревню Куру Джалша Шеих Эли, согласно «Ведомости о казённых волостях Таврической губернии 1829 года», отнесли к Айтуганской волости (преобразованной из Табулдынской). На карте 1836 года в деревне 14 дворов. Затем, видимо, в результате эмиграции татар в Турцию деревня заметно опустела и на карте 1842 года деревня Куру-Джилга-Шейх-Эли обозначена условным знаком «малая деревня», то есть, менее 5 дворов.
В 1860-х годах, после земской реформы Александра II, деревню приписали к Зуйской волости. В «Списке населённых мест Таврической губернии по сведениям 1864 года», составленном по результатам VIII ревизии 1864 года, Куру-Джага-Шейх-Эли — владельческая татарская деревня с 12 дворами, 61 жителем и мечетью при колодцах. По обследованиям профессора А. Н. Козловского начала 1860-х годов, в селении имелись колодцы с пресной водой глубиной 10—15 саженей (21—33 м). На трёхверстовой карте 1865—1876 года в деревне Куру-Джага-Шеих-Эли обозначено 4 двора. В «Памятной книге Таврической губернии 1889 года» по результатам Х ревизии 1887 года записан Куру-Джага-Шейх-Эли с 26 дворами и 164 жителями
После земской реформы 1890 года, деревню отнесли к возрождённой Табулдинской волости. Согласно «…Памятной книжке Таврической губернии на 1892 год», в Куру-Джага-Шейх-Эли, входившей в Айтуганское сельское общество, числилось 99 жителей в 14 домохозяйствах, 365 десятинами владел 1 хозяин, остальные безземельные. По «…Памятной книжке Таврической губернии на 1900 год» в деревне числилось всего 35 жителей в 14 дворах. По Статистическому справочнику Таврической губернии. Ч.II-я. Статистический очерк, выпуск шестой Симферопольский уезд, 1915 год, в экономии Куру-Джага-Шейх-Эли (Г. Г. Берга) Табулдинской волости Симферопольского уезда числилось 4 двора со смешанным населением в количестве 36 человек приписных жителей и 35 — «посторонних», из которых 23 мужчины и 12 женщин. В хозяйстве имелось 1456 десятинами удобной земли, 44 лошади, 48 волов, 10 коров и 17 голов мелкого скота. Согласно списку 1915 года «…отдельных русских подданных из австрийских, венгерских или германских выходцев, владеющих землёю…» при деревне Кору-Джага-Шеих-Эли отмечены 2 крупных землевладения: Бер Генриха Генриховича, имевшого 650 десятин земли и Рейнбольд Конрада Яковлевича — 591 десятина, 1500 квадратных саженей.
.
После установления в Крыму Советской власти и учреждения 18 октября 1921 года Крымской АССР, в составе Симферопольского уезда был образован Биюк-Онларский район, в состав которого включили село. В 1922 году уезды получили название округов. 11 октября 1923 года, согласно постановлению ВЦИК, в административное деление Крымской АССР были внесены изменения, в результате которых был ликвидирован Биюк-Онларский район и село включили в состав Симферопольского. Согласно Списку населённых пунктов Крымской АССР по Всесоюзной переписи 17 декабря 1926 года, в селе Куру-Джага-Шейх-Эли, Табулдинского сельсовета Симферопольского района, числилось 15 дворов, все крестьянские, население составляло 77 человек, из них 54 немца, 2 украинцев, 19 русских, 2 болгарина. Постановлением КрымЦИКа от 15 сентября 1930 года был вновь создан Биюк-Онларский район (указом Президиума Верховного Совета РСФСР № 621/6 от 14 декабря 1944 года переименованный в Октябрьский), теперь как немецкий национальный (лишённый статуса национального постановлением Оргбюро ЦК КПСС от 20 февраля 1939 года) немецкий, село включили в его состав. Вскоре после начала Великой Отечественной войны, 18 августа 1941 года крымские немцы были выселены, сначала в Ставропольский край, а затем в Сибирь и северный Казахстан.
После освобождения Крыма от фашистов в апреле, 12 августа 1944 года было принято постановление № ГОКО-6372с «О переселении колхозников в районы Крыма», по которому в район из Винницкой и Киевской областей переселялись семьи колхозников. С 25 июня 1946 года селение в составе Крымской области РСФСР. Указом Президиума Верховного Совета РСФСР от 18 мая 1948 года, Куру-Джага-Шейх-Эли переименовали в Красное. 26 апреля 1954 года Крымская область была передана из состава РСФСР в состав УССР. Время включения в Ровновский сельсовет пока не установлено: на 15 июня 1960 года село уже числилось в его составе. Ликвидировано к 1968 году (согласно справочнику «Крымская область. Административно-территориальное деление на 1 января 1968 года» — в период с 1954 по 1968 годы).

### Динамика численности населения
| - 1805 год — 165 чел. - 1864 год — 61 чел. - 1889 год — 164 чел. - 1892 год — 99 чел. | - 1900 год — 35 чел. - 1915 год — 36/35 чел. - 1926 год — 77 чел. |